# Marder I
De Marder I (Sd.Kfz. 135) was een Duitse tankjager uit de Tweede Wereldoorlog, bewapend met een 75mm-antitankkanon.

## Geschiedenis

### Algemene inleiding over de Marder-series
Duitse tanks, met name de PzKpfw II, PzKpfw III en PzKpfw IV voldeden nog maar net aan de in begin 1941 geldende 'eisen' voor tanks en waren eerder succesvol tijdens de invasies van Polen (Fall Weiss, 1939), de Lage Landen (Fall Gelb) en Frankrijk (Fall Rot, 1940) en de Balkan, en de Noord-Afrikaanse Veldtocht (1941). Dit was echter meer te danken aan de kwaliteit van de bemanningen en de competente generaals dan aan de gevechtskwaliteiten van met name de sterk verouderde PzKpfw I en II, die in 1941 nog ruimschoots in actieve dienst waren.
Tijdens de invasie van de Sovjet-Unie (22 juni 1941) duurde het niet lang voor de Sovjets door hun voorraad eveneens verouderde BT-7, T-26, T-29, BT-8, T-40, T-50 en T-60 tanks heen waren. Deze 'grote schoonmaak' zorgde er begin 1942 voor dat de tanks die het meest voorkwamen aan het Oostfront om de Duitse tanks te bestrijden, de T-34/76 en de KV-1 waren. Toen werd pijnlijk duidelijk dat oude en middelzware tanks maar ook lichte/middelzware AT-kanonnen (zoals de 3,7 cm en 5 cm PaK-kanonnen) niet meer voldoende presteerden.
De pantserdivisies aan het oostfront wisten zich maar amper te redden en konden nog een tijdje voordeel halen uit het feit dat Sovjet tankbemanningen slecht getraind waren, een laag moreel hadden en dat hun tanks niet of nauwelijks waren uitgerust met radio's (het laatste had een grote invloed op het falen van het Sovjet tankwapen in de eerste oorlogsjaren). Slimme tactieken en samenwerking met de Luftwaffe met name de Ju-87b 'Stuka' hielden de balans nipt in het voordeel van de Duitsers. De infanteriedivisies echter waren voornamelijk uitgerust met 37mm- en 50mm-PaK-kanonnen die, en dan met name de 37 mm PaK 36, weinig uithaalden tegen de oudere middelzware tanks. De 50 mm presteerde aanzienlijk beter, maar had nog steeds grote moeite met het pantser van de T-34 en de KV-1.

Zodoende smeekten de Duitse generaals al vrij snel om een volledige herbewapening van haar AT-arsenaal. 50mm-, 75mm- en 88mm-AT-kanonnen voorkwamen het uit balans raken van de kansen aan het front, echter niet voor lang.
Er werd haastig begonnen met het ontwikkelen van een effectief en mobiel AT-wapen als tussenoplossing tot de nieuwe generatie middelzware (PzKpfw IV F-G-J en Panther) en zware (Tiger) tanks het front bereikten (deze modellen waren nog steeds of kwamen later in ontwikkeling). Er werd besloten om het onderstel van de laatste uitvoering van de PzKpfw II (Ausf D1/D2) te gebruiken en de Marder werd geboren.
Er zijn drie verschillende Marder-series gebouwd: de Marder I, II en III. Opmerkelijk is dat de II eerder dan de I en III en de III eerder dan de I.
Alhoewel er een aantal Marders zijn geleverd aan verschillende pantserdivisies, werd het voertuig in principe ontwikkeld voor gebruik in infanteriedivisies, in zogenaamde Panzerjäger Batallionen.

### Marder I
Al snel na de start van de bouw van de Marder II werd duidelijk dat meer en meer mobiele AT-kanonnen, die succesvol bleken tegen de T-34 en KV-1, nodig waren aan het Oostfront. Zodoende besloot men, om de kosten te drukken, de volledig verouderde maar in grote aantallen buitgemaakte Franse lichte tanks eenzelfde behandeling te geven als de eveneens hopeloos verouderde PzKpfw II. Aldus ontstond de Marder I, die voorkwam in verschillende versies, gezien het feit dat men verschillende type tanks gebruikte, waaronder de Tracteur Blindé 37L (Lorraine 40 t) en de Hotchkiss H39. Meest voorkomend was de Tracteur Blindé 37L, omgedoopt tot Marder I / 7,5 cm PaK40/1 auf Geschützwagen Lorraine Schlepper(f). De versie op basis van de Hotchkiss werd omgedoopt tot 7,5 cm PaK40(Sf) auf Geschützwagen 39H(f).
Een derde versie was die op basis van de eveneens Franse FCM 36 tank.
Van de Marder I werden in totaal zo'n 250-280 (om)gebouwd, hoeveel het er precies waren (de versie op basis van de Hotchkiss is onderwerp van discussie) is nog altijd niet duidelijk.

## Operationele geschiedenis
De Marder-serie bleek een effectieve tussenoplossing voor het grote probleem van de massa's uitstekende Sovjet tanks die de Duitse troepen moesten bevechten aan het Oostfront. Het krachtige kanon bleek effectief tegen iedere Sovjet tank. Groot nadeel was de dunne bepantsering, die niet bestand was tegen antitankgranaten of antitankgeweren, en het open compartiment wat betekende dat een mortier of (lichte) artillerie de tankjager kon uitschakelen.
Toen de nieuwe tanks (Pz. Kpfw. IV / V / VI) en tankjagers (Hetzer, PzJg IV) het front bereikten, werden de meeste Marder I's teruggetrokken en opnieuw uitgedeeld aan de divisies in het bezette Frankrijk (waaronder de 12. SS-Panzer-Division Hitlerjugend voor training). Aan het westfront werden ze in aanzienlijke aantallen ingezet en waren zo succesvol dat geallieerde rapporten over ontmoetingen met de Marder I vaak spraken van een mobiel 8,8 cm PaK-kanon.